# Pomnik cara Aleksandra II w Pawłach
Pomnik Aleksandra II w Pawłach – nieistniejący carski pomnik we wsi Pawły. 
Był to jeden z egzemplarzy produkowanego masowo przez fabrykę Edwarda Nowickiego w Petersburgu popiersia Aleksandra II (w ciągu trzech lat, od 1911 do 1914, wyprodukowano ich trzy tysiące). Było ono wykonane z cynku pokrytego brązem i cieszyło się szczególną popularnością ze względu na niską cenę – 150 rubli. Aleksander II był na nim ukazany w galowym mundurze, zaś rzeźba znajdowała się na postumencie w kształcie piramidy ze ściętym wierzchołkiem.
Na cokole pomnika znajdowało się rosyjskie godło państwowe, zaś nad nim napis w języku rosyjskim: Miłościwy Imperator Samodzierżca Całej Rosji Aleksander-Wyzwoliciel panował od 1855 do 1881 roku. Pod godłem umieszczono natomiast końcowe wersy ukazu carskiego z 1861, w którym Aleksander II znosił pańszczyznę. Całość wznosiła się na wysokość 2,3 metra. Pomnik został zlokalizowany przed urzędem gromadzkim w Pawłach. Po odzyskaniu niepodległości przez Polskę został zniszczony. Śladem po jego istnieniu są dwa betonowe stopnie, które pierwotnie służyły jako podstawa konstrukcji.
Identyczny pomnik, również wykonany w zakładach Nowickiego, znajdował się w Białowieży.